# Emil Pehrson
Emil Pehrson, född 1883 död 1935 i Köpenhamn, var en svensk-dansk målare och grafiker.
Pehrson arbetade under några år som litograf i Malmö innan han studerade konst vid Valands konstskola i Göteborg samt i Paris och Köpenhamn. Efter studierna bosatte han sig i Köpenhamn. Han medverkade så gott som årligen i Skånes konstförenings utställningar 1918-1934 och i ett flertal danska utställningar. Separat ställde han ut på Svartbrödraklostret i Lund 1929. Hans konst består av landskapsmotiv och stadsbilder från Köpenhamn och dess omgivningar. Pehrson är representerad vid Malmö museum. 